# Kenya i Uganda
Kenia i Uganda fou un conjunt colonial britànic unit administrativament per alguns aspectes, creat el 1920 (fins aleshores era el Protectorat de l'Àfrica Oriental Britànica i Uganda) format per:
- Kenya (abans Àfrica Oriental Britànica)
  - La colònia de Kenya, establert a partir del 23 de juliol de 1920 i administrat per l'oficina colonial.
  - El Protectorat de l'Àfrica Oriental Britànica es mantingué amb aquest nom del 23 de juliol de 1920 fins al 29 de novembre de 1920
  - El 29 de novembre de 1920 el protectorat va adoptar el nom de Protectorat de Kenya

El conjunt va tenir el nom oficial de Colònia de Kenya i Protectorat de Kenya. El 15 de juliol de 1924 es va cedir a Itàlia la província de Juba (Oltre Giuba) que incloïa zones de la colònia i del protectorat (15 km de la costa endins). Per decisió de 1919 a la colònia de Kenya es va ampliar el consell legislatiu existent, fins a 11 membres electius europeus, 3 de designació de l'administració colonial, 12 representants de la colònia índia i 1 representant de la minoria àrab. L'1 de febrer de 1926 se li va cedir la província de Rudolf, separada del protectorat d'Uganda.
- Uganda 
  - El Protectorat d'Uganda, creat el 1901 amb els regnes protegits de Bunyoro, Toro, Ankole, Busoga i Buganda (protectorat establert entre 1889 i 1900) i altres territoris tribals i administrat des de 15 d'octubre de 1902 (efectiu 1903) per l'oficina colonial. El 1926 va perdre la província de Rudolf transferida a la colònia de Kenya.

La unió política de les dues (de fet tres) entitats es va planificar des de 1901, però mai es va dur a terme, fora d'una unió postal, ferroviària, etc. Els primers segells comuns van aparèixer l'1 de novembre de 1922. Després d'un servei experimental postal entre el llac Victòria i Sudan que va fallar es va obrir el primer correu aeri el 1931 entre Alexandria i Mwanza a Territori de Tanganyika que va donar lloc a la formació de la East African Post and Telecommunications Union l'1 de juliol de 1933 que incloïa Kenya a més de les entitats aquí indicades, a Tanganika.